# Capronia inconspicua
Capronia inconspicua är en lavart som först beskrevs av Munk, och fick sitt nu gällande namn av E. Müll., Petrini, P.J. Fisher, Samuels & Rossman 1987. Capronia inconspicua ingår i släktet Capronia och familjen Herpotrichiellaceae.  Arten är reproducerande i Sverige. Inga underarter finns listade i Catalogue of Life.